# Tröszt
A tröszt (angolul: trust) eredetileg az Amerikai Egyesült Államokban – a monopóliumellenes jogi szabályozás megkerülésére – kialakított vállalati formát jelentett. Lényege az, hogy a részt vevő vállalatok létrehoznak egy közös irányító központot, amely önálló jogi személy. A tröszt egyik formája a vagyonkezeléssel megbízott holding.
A trösztöket a volt szocialista országokban állami akarattal („felülről”) hozták létre, általában a hasonló tevékenységű vállalatok működésének koordinálására. A direkt utasításos gazdaságirányítás rendszerében lényegileg középirányító szervként viselkedtek az ágazati minisztérium vagy más főhatóság illetve  az egyes vállalatok között. A rendszerváltás óta ez a vállalati forma eltűnt.

## Az USA jogában
A szó az angol trust szóból származik és arra utal, hogy az Amerikai Egyesült Államokban a monopóliumellenes törvények, a kartelltilalom  kijátszására a 19. század végén - a 20. század elején  közös irányító központokat hoztak létre, amelyek hatásköre kiterjedt a termelés és a forgalmazás különböző kérdéseire. Miután a korábbi kartellek egyre inkább ezt a vállalati formát választották, a monopóliumellenes törvényhozás is egyre inkább trösztellenes (angol szóval antitrust) jellegű lett és végül az elnevezése is trösztellenesre változott.

## A magyar jogban
A tröszt a magyar jog szerint az állami vállalatok sajátos fajtája, a tagvállalatokból és a trösztközpontból álló, vállalatszerűen működő gazdálkodó szervezet. Az alapító szerv a felügyelete alá tartozó több vállalat gazdaságos működésének és fejlesztésének előmozdítására és e vállalatok irányítására trösztöt hozhat létre. A tröszt és az irányítása alatt működő tröszti vállalatok jogi személyek. A tröszt irányítja a benne foglalt egyes vállalatokat, így azok tartozásaiért kezességgel felel.

### Az 1959. évi IV. törvényben
A trösztről a törvény 34. § -a szólt, amelynek rendelkezése szerint a trösztre vonatkozó részletes szabályokat külön törvény (1977. évi VI. törvény) állapította meg.
Az alapító szerv a felügyelete alá tartozó több vállalat gazdaságos működésének és fejlesztésének előmozdítására és e vállalatok irányítására trösztöt hozhat létre. A tröszt és a keretében működő vállalatok jogi személyek.
A tröszt alapító határozatában fel kellett sorolni a tröszt keretében működő vállalatokat.

### Alapítása
Egyfajta vállalatcsoportosulás, amely a kormány jóváhagyásával jön létre. Csak az állami vállalati szektorban működhet. A tröszt alapító határozatában fel kell sorolni a tröszt keretében működő vállalatokat. A kormány hozza létre és szünteti meg.

### Vezetése
A vállalati törvény kezdettől fogva kötelezővé tette, hogy a trösztöt vezérigazgató, illetve  igazgatótanács vezesse. Az igazgatótanács a tröszti vállalatok vezetőiből áll. A létesítő határozat úgy rendelkezhet, hogy az állami költségvetéssel szembeni kötelezettségek teljesítése szempontjából egy gazdasági egységnek minősülő tröszti vállalatokat érintő ügyekben az igazgatótanács kizárólag a vezérigazgató és e vállalatok igazgatóinak részvételével is hozhat döntést. A tröszt vezérigazgatójának és igazgatótanácsának jogkörét a létesítő határozatban kell megállapítani. A tröszt vezérigazgatóját - a tröszti igazgatótanács véleményét figyelembe véve - az alapító szerv nevezi ki és menti fel, ezzel szemben az egyes tröszti vállalatok igazgatóit a tröszt vezérigazgatója nevezi ki és menti fel, velük kapcsolatban a munkáltatói jogokat ő gyakorolja.

### A trösztök története Magyarországon
1990-ben a magyar vállalati struktúrában működött állami vállalatok közül az 5 legnagyobb nettó árbevételű vállalkozás közül 4 tröszt formában folytatta tevékenységét.
| sorrend | vállalkozás neve                    | Nettó árbevétel (M Ft) | Létszám (fő) |
| ------- | ----------------------------------- | ---------------------- | ------------ |
| 1       | Országos Kőolaj- és Gázipari Tröszt | 487566                 | 42558        |
| 2       | Magyar Villamosmüvek Tröszt         | 268321                 | 40937        |
| 3       | Magyar Alumíniumipari Tröszt        | 108063                 | 19474        |
| 4       | Magyar Államvasutak                 | 62423                  | 122925       |
| 5       | Tejipari Vállalatok Trösztje        | 60836                  | 16996        |

A trösztök száma Magyarországon az 1980-as években fokozatosan csökkent, 1991-re pedig általánossá vált az átalakításuk gazdasági társasággá – részvénytársasággá (villamosenergia-ipar, kőolajipar, alumíniumipar). Jelenleg tröszt Magyarországon már nem működik. A hatályos Ptk. (2013. évi V. törvény) hatálybalépésekor (2013. március 15-én) működő, a Polgári Törvénykönyvről szóló 1959. évi IV. törvényben nevesített állami vállalat, tröszt, egyéb állami gazdálkodó szerv, egyes jogi személyek vállalata, valamint a leányvállalat a 2014. március 14-én hatályos, rá vonatkozó jogszabályok szerint működhet tovább, azonban ilyen típusú jogi személyek nem alapíthatóak a továbbiakban.